# 27 Pułk Piechoty (austro-węgierski)

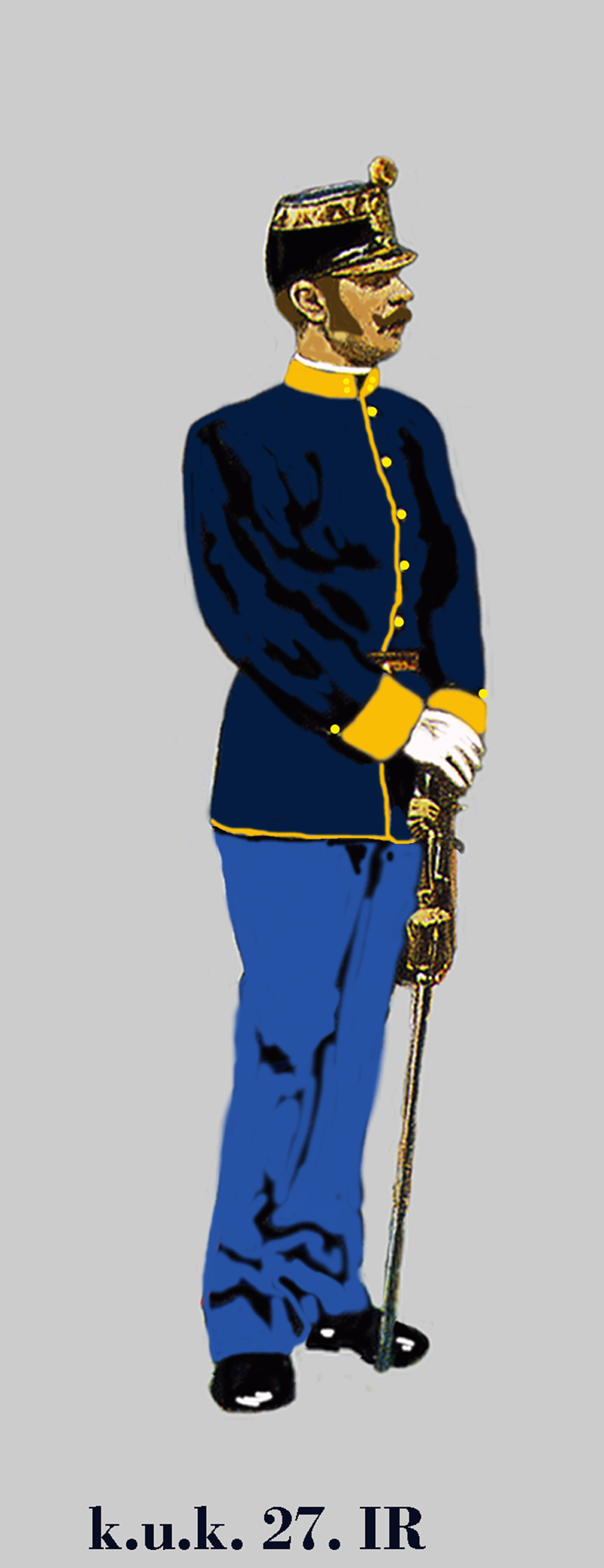
Porucznik IR. 27 w mundurze paradnym

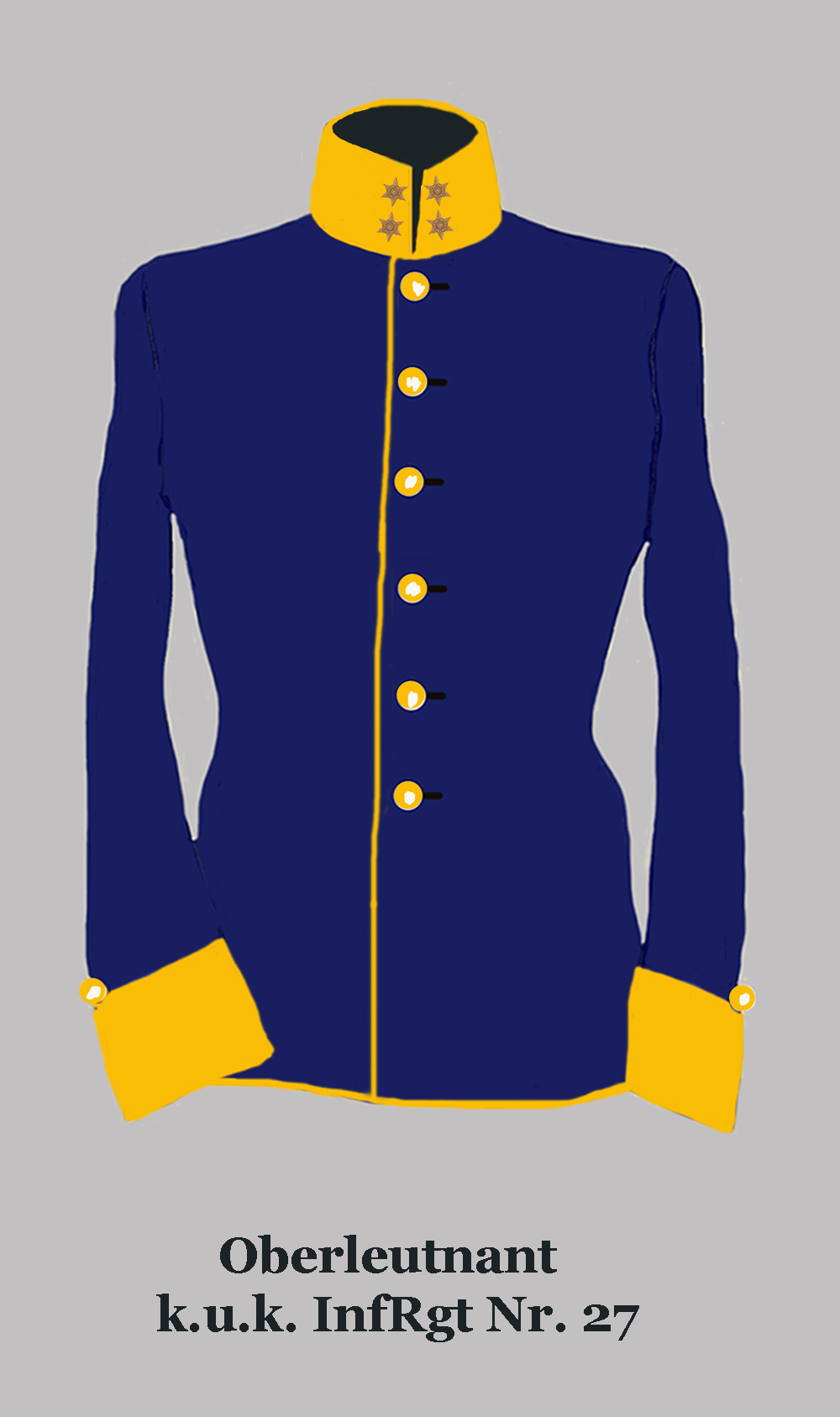
Kurtka munduru nadporucznika IR. 27

Styryjski Pułk Piechoty Nr 27 (IR. 27) – pułk piechoty cesarskiej i królewskiej Armii.

## Historia pułku
Pułk został utworzony w 1682 roku.
Okręg uzupełnień nr 27 Graz na terytorium 3 Korpusu.
Swoje święto obchodził 6 lutego w rocznicę bitwy pod Oeversee (Översee) stoczonej w 1864 roku, w trakcie wojny duńskiej.
Kolory pułkowe: żółty (kaisergelb), guziki złote.
W 1868 roku pułk stacjonował w Bratysławie natomiast Główna stacja okręgu uzupełnień i kancelaria rachunkowa pozostawała w Grazu.
W 1869 roku pułk otrzymał nazwę wyróżniającą „Styryjski”.
W 1871 roku pułk powrócił do Grazu, gdzie pozostawała jego komenda rezerwowa i okręgu uzupełnień. Komendantem rezerwowym był płk Avelin Mroczkowski de Nałęcz. W 1873 roku został on wyznaczony na stanowisko komendanta Galicyjskiego Pułku Piechoty Nr 56 w Krakowie, a komendę rezerwową objął ppłk Józef Sabatowicz von Kronentreu.
W 1875 roku pułk został przeniesiony do czarnogórskiego miasta portowego Herceg Novi (wł. Castelnuovo), a w następnym roku do Dubrownika (wł. Ragusa).
W 1878 roku pułk został przeniesiony do Zadaru (wł. Zara), w następnym roku do Klagenfurtu, a w 1882 roku wrócił do Grazu.
W 1889 roku pułk nadal stacjonował w Grazu z wyjątkiem 1. batalionu, który załogował w Bruck an der Mur. Cały pułk wchodził w skład 11 Brygady Piechoty należącej do 6 Dywizja Piechoty w Grazu.
W 1891 roku 1. batalion wrócił do Grazu, a do Bruck an der Mur został skierowany 4. batalion. W następnym roku 4. batalion powrócił do Grazu.
W 1893 roku pułk został przeniesiony do Lublany (niem. Laibach) z wyjątkiem 1. batalionu, który pozostał w Grazu. Cały pułk został włączony w skład 56 Brygady Piechoty należącej do 28 Dywizji Piechoty. W 1896 roku 1. batalion dołączył do pułku w Lublanie, a jego miejsce w Grazu zajął 3. batalion. Podporządkowanie pułku nie uległo zmianie.
W latach 1903–1914 pułku stacjonował w Lublanie, z wyjątkiem 3. batalion, który załogował w Grazu. W 1914 roku pułk nadal wchodził w skład 56 Brygady Piechoty.
Skład narodowościowy w 1914 roku 94% – Niemcy.
W czasie I wojny światowej pułk walczył z Rosjanami na przełomie 1914 i 1915 roku w Galicji. Żołnierze pułku są pochowani m.in. na cmentarzach wojennych nr: 21 w Warzycach, 22 w Jaśle, 42 w Sieklówce, 44 w Długiem, 4 w Grabiu oraz 43 w Radocynie.

## Szefowie pułku
Od powstania pułku jego szefami byli:
- FZM Ottavio von Nigrelli (Negrelli) (1682 – †23 IX 1703[18]),
- FM Johann Hieronymus von und zum Jungen(inne języki) (1703 – †23/25 VIII 1732[19]),
- FM książę Hesji-Kassel Maksymilian(inne języki) (1732 – †8 V 1753[20]),
- FM książę Badenii-Durlach Krzysztof II(inne języki) (1753 – †18 XII 1789[21]),
- FML Leopold Lorenz Bartholomäus Strassoldo (1791 – †17 VIII 1809[22]),
- FZM Johann Gabriel von Chasteler(inne języki) (1809 – †10 V 1825[23]),
- FML Jacob von Luxem (1826 – †14 II 1841[24]),
- FML Ludwig von Piret de Bihain (1841 – 1853),

a następnie kolejni królowie Belgów:
- Leopold I Koburg (1853 – †10 XII 1865),
- Leopold II Koburg (1865 – †17 XII 1909),
- Albert I Koburg (od 1910)[1].

Drugimi szefami pułku byli: FML Ludwig von Piret de Bihain (1853 – †20 I 1862) i FML Adolf Schiller von Herdern (1862 – †22 V 1874).

## Komendanci pułku
- płk Wilhelm Wirtemberski (do 1863)
- płk Franz von Vlasits (1868 – 1869 → szef 1. Sekcji Ministerstwa Wojny Rzeszy[3])
- płk Anton Schaffer von Schäffersfeld(inne języki) (1869[3] – 1871 → szef sztabu Generalnej Komendy w Grazu[25])
- płk Ferdinand Fidler von Isarborn (1871[4] – 1874 → szef sztabu Generalnej Komendy w Budapeszcie)
- płk Karl Tasch (1874 – 1876 → p.o. komendanta twierdzy Ragusa[7])
- płk Eugen Klimburg (1876[7] – 1878 → brygadier wojsk okupacyjnych Południowej Dalmacji w Dubrowniku[8])
- płk Hugo von Lauer (1878[8] – 1883 → komendant Domu Inwalidów Wojskowych w Tyrnau)
- płk Franz Koch von Langentreu (1883 – 1887 → komendant Domu Inwalidów Wojskowych w Tyrnau)
- płk Hermann von Pinter (1887 – 1891 → komendant 96 Brygady Piechoty w Zadarze[26])
- płk Alexander von Hartenau (1891[12] – 1892 → komendant 11 Brygady Piechoty w Grazu[27])
- płk Karl Benoist de Limonet (1892[13] – 1895 → stan spoczynku)
- płk Victor von Nitsche (1895 – 1900 → komendant 39 Brygady Piechoty w Tuzli)
- płk Friedrich Zimburg von Reinerz (1900 – 1903 → stan spoczynku)
- płk Stephan Vučetić (1903 – 1907)
- płk Martin von Radičević (1907 – 1911 → komendant 69 Brygady Piechoty)
- płk SG Adolf von Boog (1911 → szef Biura Prezydialnego Ministerstwa Wojny)
- płk Karl Weber (1911 – 1914[1])
- płk Augustin Dorotka von Ehrenwall (1915 – 1916 → komendant 12 Brygady Piechoty[28])
- płk Meinrad von Siegl (1918[29])

Oficerowie
- płk Józef Kleczkowski – komendant Okręgu Uzupełnień Pospolitego Ruszenia Nr 3[30]
- płk Adolf von Märkel-Märkel – komendant Pułku Piechoty Pospolitego Ruszenia Nr 1[31]
- ppor. sanit. rez. Łazarz Feiwel[32]